# Баскаков, Василий Владимирович
Васи́лий Влади́мирович Баска́ков (род. 9 сентября 1962, Парабель, Томская область) — советский и российский футболист и тренер. Выступал на позиции защитника.

## Карьера

### Клубная
В бытность футболистом выступал за томскую «Томь» и кемеровский «Кузбасс». За «Томь» во всех турнирах провёл более 300 матчей. По этому показателю является одним из рекордсменов клуба.

### Тренерская
C 2004 года работает в тренерском штабе «Томи». С 2006 года стал старшим тренером команды. В этой должности проработал до октября 2013 года. За это время Баскаков побывал в «Томи» помощником Дмитрия Галямина, Александра Гостенина, Бориса Стукалова, Анатолия Бышовца, Валерия Петракова, Мирослава Ромащенко, Валерия Непомнящего, Сергея Передни и Анатолия Давыдова.
Четырежды был исполняющим обязанности главного тренера томской команды: в апреле 2004 года, в сентябре 2008 года, в сентябре 2011 года и сентябре-октябре 2013 года.
Наиболее удачно возглавить клуб с приставкой «и. о.» Баскакову удалось в 2013 году: после отставки Анатолия Давыдова команда сумела обыграть казанский «Рубин», нижегородскую «Волгу» и сыграть вничью с московским «Локомотивом», что после стартовой серии из 7 поражений и 1 ничьей при Давыдове стало настоящим прорывом. Таким образом, Баскакову удалось заслужить доверие руководства «Томи», и 10 октября 2013 года было объявлено о назначении Баскакова на пост главного тренера томской команды. По словам президента клуба Сергея Жвачкина доверить Баскакову должность главного тренера ему посоветовал Валерий Непомнящий, работавший в «Томи» с Баскаковым в 2008—2011 годах. Всего в осенней части чемпионата под руководством Баскакова «Томь» в 11 матчах одержала 4 победы, 2 раза сыграла вничью и потерпела 5 поражений, а также одержала одну победу в Кубке России.
30 декабря 2013 года руководство «Томи» продлило контракт с Василием Баскаковым до 31 мая 2014 года. В итоге под руководством Баскакова в чемпионате России 2013/14 «Томь» набрала 30 очков в 22 матчах и сумела подняться на 13 место в турнирной таблице, однако в стыковых матчах за место в РФПЛ уступила «Уфе» и всё же покинула элитный дивизион.
31 мая 2014 года руководство «Томи» продлило контракт с Василием Баскаковым ещё на год, однако уже 21 июля 2014 года Баскаков был отправлен в отставку после двух поражений в трёх стартовых турах ФНЛ от «Енисея» и «Крыльев Советов».
9 сентября 2014 года вернулся в «Томь» в качестве тренера по физической подготовке. В этом качестве входил в тренерский штаб сначала Валерия Непомнящего, а затем Валерия Петракова.
30 апреля 2018 года после отставки Петракова вновь назначен исполняющим обязанности главного тренера футбольного клуба «Томь». На тот момент команда находилась в зоне вылета первенства ФНЛ, однако в трёх последних турах команда одержала две победы и один раз сыграла вничью, что позволило ей занять пятнадцатое место и остаться в ФНЛ.
После удачного старта команды в первенстве ФНЛ 2018/19 31 августа 2018 года Баскаков был утверждён главным тренером команды. Сезон 2018/19 «Томь» под руководством Баскакова закончила на третьем месте в первенстве ФНЛ и получила право сыграть в стыковых матчах за место в Премьер-лиге, в которых с общим счётом 1:2 уступила «Уфе».

## Статистика

### Клубная
| Выступление      | Выступление      | Выступление      | Лига | Лига | Кубки | Кубки | Еврокубки | Еврокубки | Прочие | Прочие | Итого | Итого |
| Клуб             | Лига             | Сезон            | Игры | Голы | Игры  | Голы  | Игры      | Голы      | Игры   | Голы   | Игры  | Голы  |
| ---------------- | ---------------- | ---------------- | ---- | ---- | ----- | ----- | --------- | --------- | ------ | ------ | ----- | ----- |
| Манометр         | Вторая лига      | 1981             | 11   | 0    | 0     | 0     | 0         | 0         | 0      | 0      | 11    | 0     |
| Манометр         | Вторая лига      | 1982             | 28   | 0    | 0     | 0     | 0         | 0         | 0      | 0      | 28    | 0     |
| Манометр         | Вторая лига      | 1983             | 23   | 2    | 2     | 1     | 0         | 0         | 0      | 0      | 25    | 3     |
| Манометр         | Вторая лига      | 1984             | 23   | 1    | 6     | 0     | 0         | 0         | 0      | 0      | 29    | 1     |
| Манометр         | Вторая лига      | 1985             | 1    | 0    | 0     | 0     | 0         | 0         | 0      | 0      | 1     | 0     |
| Манометр         | Вторая лига      | 1986             | 23   | 0    | 5     | 0     | 0         | 0         | 0      | 0      | 28    | 0     |
| Манометр         | Вторая лига      | 1987             | 26   | 0    | 2     | 0     | 0         | 0         | 0      | 0      | 28    | 0     |
| Томь             | Вторая лига      | 1988             | 19   | 1    | 5     | 0     | 0         | 0         | 0      | 0      | 24    | 1     |
| Томь             | Вторая лига      | 1989             | 34   | 0    | 0     | 0     | 0         | 0         | 0      | 0      | 34    | 0     |
| Томь             | Итого            | Итого            | 188  | 4    | 20    | 1     | 0         | 0         | 0      | 0      | 208   | 5     |
| Кузбасс          | Первая лига      | 1990             | 28   | 0    | 0     | 0     | 0         | 0         | 0      | 0      | 28    | 0     |
| Кузбасс          | Итого            | Итого            | 28   | 0    | 0     | 0     | 0         | 0         | 0      | 0      | 28    | 0     |
| Томь             | Вторая лига      | 1991             | 32   | 2    | 1     | 0     | 0         | 0         | 0      | 0      | 33    | 2     |
| Томь             | Итого            | Итого            | 32   | 2    | 1     | 0     | 0         | 0         | 0      | 0      | 33    | 2     |
| Томь             | Первая лига      | 1992             | 29   | 1    | 1     | 0     | 0         | 0         | 0      | 0      | 30    | 1     |
| Томь             | Первая лига      | 1993             | 26   | 2    | 0     | 0     | 0         | 0         | 0      | 0      | 26    | 2     |
| Томь             | Итого            | Итого            | 55   | 3    | 1     | 0     | 0         | 0         | 0      | 0      | 56    | 3     |
| Кузбасс          | Вторая лига      | 1994             | 20   | 0    | 0     | 0     | 0         | 0         | 0      | 0      | 20    | 0     |
| Кузбасс          | Вторая лига      | 1995             | 34   | 5    | 2     | 1     | 0         | 0         | 0      | 0      | 36    | 6     |
| Кузбасс          | Вторая лига      | 1996             | 29   | 1    | 4     | 1     | 0         | 0         | 0      | 0      | 33    | 2     |
| Кузбасс          | Итого            | Итого            | 83   | 6    | 6     | 2     | 0         | 0         | 0      | 0      | 89    | 8     |
| Томь             | Вторая лига      | 1997             | 9    | 1    | 1     | 0     | 0         | 0         | 0      | 0      | 10    | 1     |
| Томь             | Итого            | Итого            | 9    | 1    | 1     | 0     | 0         | 0         | 0      | 0      | 10    | 1     |
| Всего за карьеру | Всего за карьеру | Всего за карьеру | 395  | 16   | 29    | 3     | 0         | 0         | 0      | 0      | 424   | 19    |

Статистика выступлений за «Томь» взята из мультимедийной Энциклопедии томского футбола, за «Кузбасс» — с сайта КЛИСФ.

### Тренерская
| Клуб         | Начало работы    | Завершение работы | Показатели | Показатели | Показатели | Показатели | Показатели | Показатели | Показатели | Показатели |
| Клуб         | Начало работы    | Завершение работы | М          | В          | Н          | П          | МЗ         | МП         | РМ         | %          |
| ------------ | ---------------- | ----------------- | ---------- | ---------- | ---------- | ---------- | ---------- | ---------- | ---------- | ---------- |
| Томь (и. о.) | 12 апреля 2004   | 26 апреля 2004    | 3          | 1          | 1          | 1          | 2          | 3          | −1         | 033,33     |
| Томь (и. о.) | 4 сентября 2008  | 15 сентября 2008  | 1          | 0          | 0          | 1          | 0          | 2          | −2         | 000,00     |
| Томь (и. о.) | 19 сентября 2011 | 25 сентября 2011  | 2          | 0          | 0          | 2          | 1          | 7          | −6         | 000,00     |
| Томь (и. о.) | 16 сентября 2013 | 9 октября 2013    | 4          | 2          | 1          | 1          | 3          | 4          | −1         | 050,00     |
| Томь         | 10 октября 2013  | 21 июля 2014      | 26         | 10         | 6          | 10         | 24         | 31         | −7         | 038,46     |
| Томь (и. о.) | 30 апреля 2018   | 30 августа 2018   | 12         | 7          | 4          | 1          | 16         | 6          | +10        | 058,33     |
| Томь         | 31 августа 2018  | 7 сентября 2020   | 70         | 25         | 22         | 23         | 70         | 64         | +6         | 035,71     |
| Итого        | Итого            | Итого             | 118        | 45         | 34         | 39         | 116        | 117        | −1         | 038,14     |